# Nagyszentmiklósi kincs rovásfeliratai
A nagyszentmiklósi kincs rovásfeliratai már a kincs 1799-es megtalálása óta ismertek, azonban a megfejtésükre csak a 20. század utolsó évtizedeiben került sor. A kincsen található rovásfeliratok Kárpát-medencei rovásírással készültek. Nagyszentmiklós a trianoni békeszerződésig Torontál vármegye része volt.

## Feliratok és megfejtéseik

### A megfejtési kísérletek története
A nagyszentmiklósi kincs rovás jeleit egy német tudós rúnáknak tartotta.[forrás?] Szentkatolnai Bálint Gábor 1901-ben értelmezte és a megfejtését benyújtotta a tudományos akadémiának, az azonban nem fogadta el a fordítás érvényességét.[forrás?]
Arany János két epigrammában örökítette meg a híres nyelvészeti vitát:
„Igazi vasfejű székely ez a Bálint,

Nem arra megy, amerre Hunfalvy Pál int.”

„Szegény Bálint Gábor, boldogtalan góbé

Amennyit Te szenvedsz, mi ahhoz a Jóbé.”
Supka Géza régész, művészettörténész brahmi, óindiai nyelvűnek, Mészáros Gyula turkológus türk feliratnak, Csallány Dezső régész török nyelvű szövegnek látta a feliratot. Pataky László mérnök, Forrai Sándor írástörténész, rovásírás kutató és Fehérné Walter Anna rovásírás kutató, az Őskutatás című folyóirat főszerkesztője magyar nyelvűnek tartja a feliratokat. Bakay Kornél régész professzor szerint a nagyszentmiklósi arany edényeken három fajta írás van: görög betűs görög nyelvű, görög betűs török nyelvű, és rovásírás.

### 8. számú tál
A rajzot Hampel József készítette és 1884-ben jelentette meg.
A fenti olvasatot Vékony Gábor régész-történész egyetemi docens hozta létre, amelyet Zelliger Erzsébet nyelvész egyetemi docens módosított. Az itt olvasható „wosudu” a boza szó legkorábbi emléke, amely az ősmagyar kori -d kicsinyítőképzőt hordozza. Megjegyzendő, hogy az ősmagyar korban nem volt a magyar nyelvben /v/ hang, a w betűvel történő átírás a zöngés bilabiális spiránst /β/ jelöli, ami leegyszerűsítve a /b/ és a /v/ közötti hang.

### 10. számú tál
| Felirat                                                               | Nyelv  | Olvasat | Jelentés     |
| --------------------------------------------------------------------- | ------ | ------- | ------------ |
| A Rovas inscription on the Bowl N. 10 of the Nagyszentmiklós Treasure | magyar | /ydβɣ/  | Frissülj fel |

### 15. számú lapos edény
| Felirat                                                                                  | Nyelv  | Olvasat      | Jelentés               |
| ---------------------------------------------------------------------------------------- | ------ | ------------ | ---------------------- |
| Longer Rovas inscription on the Flat-shallow ladle N. 15 of the Nagyszentmiklós Treasure | magyar | /βadu eːtky/ | erdei étek (=gyümölcs) |

### 5. számú kancsó
A kancsó felirata kétnyelvű (bilingvális), mindkét nyelven azonos a jelentése.
| Felirat                                                                  | Nyelv  | Olvasat              | Jelentés |
| ------------------------------------------------------------------------ | ------ | -------------------- | -------- |
| Longer Rovas inscription on the Jug N. 5 of the Nagyszentmiklós Treasure | magyar | /ʃaβoɣ/              | Savó     |
| Longer Rovas inscription on the Jug N. 5 of the Nagyszentmiklós Treasure | onogur | /xïmïs/ vagy /qïmïs/ | Savó     |

### 6. számú kancsó
Ez egy négynyelvű felirat.
Nyelvei: magyar, onogur, szláv, ász/alán. Mindegyik nyelven a víz szó, illetve vízzel kapcsolatos kifejezés szerepel (magyar, alán: "víz", török: "víz-szűrő", szláv: "vízzel").

## Forrásművek
- Bálint, Csanád (2002): A nagyszentmiklósi kincs. In: História, Vol. 2002. No. 3, Budapest: História Foundation.
- Bálint Csanád (2003): Nagyszentmiklósi kincs, 2003. In: Hungarian Virtual Encyclopedia, Published by the Research Institute of Philosophy Hungarian Academy of Sciences
- Bálint, Csanád (2004): A nagyszentmiklósi kincs, Budapest: MTA Institute, 2004.
- Bóna, István (1984): A XIX. század nagy avar leletei. Die grossen Awarenfunde des 19. Jahrhunderts. Szolnok Megyei Múzeumi Évkönyv 1982-1983 (1984) pp. 81–160
- Kiss Jenő & Pusztai Ferenc (2003, ed.): Magyar Nyelvtörténet, Budapest: Osiris Kiadó.
- Németh, Gyula (1932): A nagyszentmiklósi kincs feliratai, In: Magyar Nyelv, Vol. XXVIII, N. 3-6, 1932, pp. 65–85 and 129-139.
- Németh, J. (1932): Die Inschriften des Schatzes von Nagy-Szent-Miklós von J. Németh. Bibliotheca Orientais Hungarica II., Mit Unterstützung der Ungarischen Akademie der Wissenschaften, Budapest: Kőrösi Csoma-Gesellschaft, Leipzig: Otto Harrassowitz, 1932.
- Róna-Tas András (1996): A honfoglaló magyar nép. Bevezetés a korai magyar történelem ismeretébe. Budapest: Balassi Kiadó, ISBN 963-506-106-4
- Róna-Tas, András (1999): Hungarians and Europe in the Early Middle Ages – An Introduction to Early Hungarian History, Budapest: CEU Press, ISBN 9799639116480
- Vékony, Gábor (1987): Későnépvándorláskori rovásfeliratok a Kárpát-medencében [Rovas inscriptions from the Late Migration Period in the Carpathian Basin]. Szombathely-Budapest
- Vékony, Gábor (1987): Spätvölkerwanderungszeitliche Kerbinschriften im Karpatenbecken. Acta Acheologica Hungarica Vol. 39, pp. 211–256.
- Vásáry István (2003): A régi Belső-Ázsia története. Szerk.: Ildikó Bende, sor. szerk.: István Zimonyi. Budapest: Balassi Kiadó
- Vékony Gábor (2004): A székely írás emlékei, kapcsolatai, története. Budapest: Nap Kiadó. ISBN 963-9402-45-1

## Külső webes hivatkozások
- A nagyszentmiklósi rovásfeliratok a RovásPédián
- A kárpát-medencei rovás a Rovásírás Honlapon
- Dr. Hosszú Gábor: Interjú a Magyar Katolikus Rádió Nyelvédesanyánk c. műsorában, szerkesztő: Gyarmathy Dóra. 2012. november 18. 15.00, a felvételen 13:50-nél kezdődik az interjú. (magyarul)
- Dr. Hosszú Gábor: A számítógépes paleográfia haszna. Interjú a Magyar Rádió Határok nélkül c. műsorában. 2012. július 10, az első 1:30 perc.[halott link] (magyarul)